# Sigma MC73
 (avril 2023).
Si vous disposez d'ouvrages ou d'articles de référence ou si vous connaissez des sites web de qualité traitant du thème abordé ici, merci de compléter l'article en donnant les références utiles à sa vérifiabilité et en les liant à la section « Notes et références ».
La Sigma MC73 est une barquette de course construite par le constructeur automobile SARD, connue auparavant sous le nom de Sigma Automotive, destinée à participer aux 24 Heures du Mans 1973. Le Français Patrick Dal Bo ainsi que les Japonais Tetsu Ikuzawa et Hiroshi Fushida en seront les pilotes. 
La Sigma MC73 est propulsée par un moteur Wankel bi-rotor Mazda de type A12 développant 250 ch.